# Grand Prix automobile d'Allemagne 1926
Résultats du Grand Prix automobile d'Allemagne 1926 qui a eu lieu sur le circuit du AVUS le 11 juillet 1926 sous une pluie battante, causant une hécatombe d'accidents.

## Classement

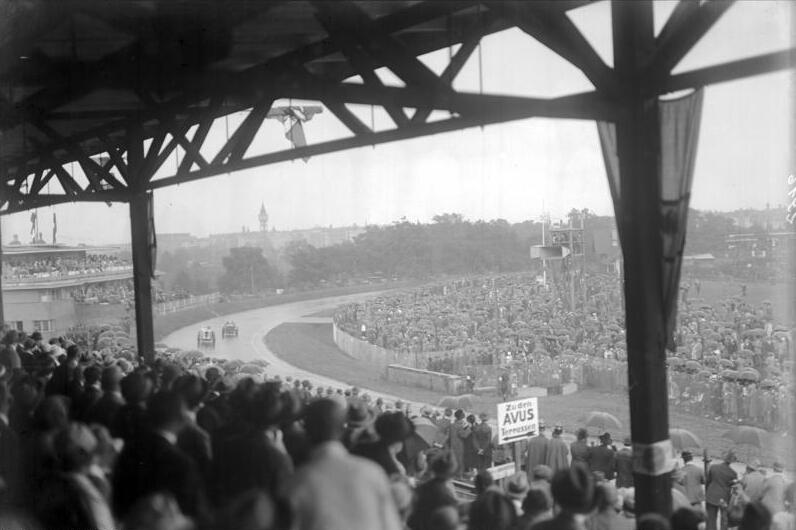
La course depuis les tribunes

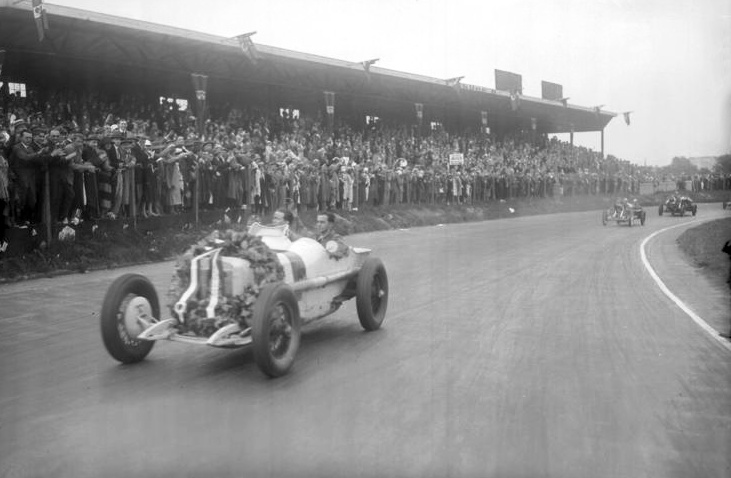
Le vainqueur Rudolf Caracciola dans le tour de parade

| Pos  | N° | Pilote                  | Écurie           | Tours | Temps/Abandon     | Grille | Points |
| ---- | -- | ----------------------- | ---------------- | ----- | ----------------- | ------ | ------ |
| 1    | 14 | Rudolf Caracciola       | Mercedes-Benz SS | 20    | 2 h 54 min 12 s 8 |        |        |
| 2    | 5  | Christian Riecken       | NAG              | 20    | 2 h 57 min 33 s 2 |        |        |
| 3    | —  | Willy Cleer             | Alfa Romeo RLSS  | 20    | 3 h 0 min 16 s 8  |        |        |
| 4    | —  | Pierre Clause           | Bignan           | 20    | 3 h 2 min 7 s 4   |        |        |
| 5    | 32 | Georg Klöbe             | NSU              | 20    | 3 h 7 min 27 s 0  |        |        |
| 6    | —  | Max zu Schaumburg Lippe | OM 665           | 20    | 3 h 10 min 57 s 4 |        |        |
| 7    | —  | Jakob Scholl            | NSU              | 20    | 3 h 11 min 54 s 2 |        |        |
| 8    | —  | Franz Islinger          | NSU              | 20    | 3 h 13 min 58 s 8 |        |        |
| 9    | —  | Hans Santner            | OM 665           | 20    | 3 h 16 min 54 s 2 |        |        |
| 10   | —  | Josef Müller            | NSU              | 20    | 3 h 18 min 25 s 4 |        |        |
| 11   | —  | Hans Bakatsch           | Brennabor        | 19    | + 1 tour          |        |        |
| 12   | —  | Reichstein              | Brennabor        | 19    | + 1 tour          |        |        |
| 13   | —  | Fritz Feldmann          | Hansa            | 19    | + 1 tour          |        |        |
| 14   | —  | Orska                   | NAG              | 19    | + 1 tour          |        |        |
| 15   | —  | Fritz Mitzlaff          | Brennabor        | 20    | + 1 tour          |        |        |
| 16   | —  | Hugo Urban Emmerich     | Talbot 70        | 19    | + 1 tour          |        |        |
| 17   | —  | Max Wälti               | Bugatti T22      | 19    | + 1 tour          |        |        |
| Abd. | —  | Adolf Rosenberger       | Mercedes-Benz SS | 7     | Accident          |        |        |
| Abd. | —  | Hans Berthold           | NAG              |       |                   |        |        |
| Abd. | —  | Carl Deimann            | Austro-Daimler   |       |                   |        |        |
| Abd. | —  | Ernst Hofer             | Steiger          |       |                   |        |        |
| Abd. | —  | Hans Kolb               | Bugatti T22      |       |                   |        |        |
| Abd. | —  | Josef Ludwig            | Bugatti T22      |       |                   |        |        |
| Abd. | —  | Rudolf Breier           | Bugatti T22      |       |                   |        |        |
| Abd. | —  | Ferdinando Minoia       | OM 665           |       |                   |        |        |
| Abd. | —  | Jean Chassagne          | Talbot 70        |       | Accident          |        |        |
| Abd. | —  | August Momberger        | NSU              |       |                   |        |        |
| Abd. | —  | Georg Kimpel            | Bugatti T22      |       |                   |        |        |
| Abd. | —  | Willy Loge              | AGA              |       |                   |        |        |
| Abd. | —  | Hans Friedrich          | Pluto-Amilcar    |       |                   |        |        |
| Abd. | —  | Adolf Mederer           | Pluto-Amilcar    |       | Accident          |        |        |
| Abd. | —  | Georg Fielder           | BF               |       |                   |        |        |